# FIFA 97
FIFA 97 (eller kendt som FIFA Soccer 97 i USA) er et videospil, som er udgivet af EA Sports og udviklet af EA Canada.
Spillet er den fjerde i FIFA-serien som er udgivet af EA Sports og den anden som har 3D og brugen af "Virtual Stadion".
Modsat den første spil med 3D og "Virtual Stadion", har den også 2D til PlayStation og PC.

## Spillet
Spillet indeholder det samme som de andre, men den nyeste er at, der er en ny indendørs fodbold (bedre kendt som futsal).
Så har den 32-bit AI som bliver mest anvendt, når man laver bevægelser (som driblinger).
Der er flere ligaer som den engelske, italienske, franske, tyske, hollandske, skotske, malaysisk og amerikanske ligaer, samt fiktive klubber som består af dem, som var med til at, udvikle spillet som Penny Lee og Bruce McMillan.
Spillet har også kommentar, som består af John Motson og Andy Gray (som stadig er kommentar).

## Sange
FIFA 97 har 10 sange som er fortaget af selve EA Sports.

## Anmeldelse
Både Play Magazine i Issue 15 og officielle England PlayStation Magazine samme sted har bedømt PlayStation-versionen af spillet på samme måde med en score på 70 % og 7/10 hhv. Når man sammenligner spillet med FIFA 96 sagde de, at "Grafisk var bedre, men spillet er værre". Gamespot scorede pc-versionen 8.2/10.
| computerspil | Spire Denne computerspilsrelaterede artikel er en spire som bør udbygges. Du er velkommen til at hjælpe Wikipedia ved at udvide den. |